# Gyeonggi Gwangju (métro de Séoul)
Gyeonggi Gwangju (hangeul : 경기광주 ; hanja : 京畿廣州, nom secondaire : ICT Polytechnic University) est la station terminus sud de la ligne Gyeonggang du métro de Séoul. Elle est située au 10 Gwangjuyeok-ro, quartier Yeok-dong de la ville Gwangju-si, sur le territoire de la province Gyeonggi-do, au sud-est de Séoul, en Corée du Sud.
Ouverte en 2016, la station est desservie par les rames omnibus qui circulent sur la ligne Gyeonggang.

## Situation sur le réseau

Plan du réseau (2023)

La station, établie en aérien, Gyeonggi Gwangju est une station de passage de la ligne Gyeonggang du métro de Séoul : elle est située entre la station Samdong, en direction du terminus nord Pangyo, et la station Chowol en direction du terminus sud-est Yeoju.

## Histoire
La station Gyeonggi Gwangju est mise en service le 24 septembre 2016, lors de l'ouverture à l'exploitation de la ligne Gyeonggang,,.

## Services aux voyageurs

### Accès et accueil
Accessible au 10 Gwangjuyeok-ro, quartier Yeok-dong, la station de métro établie en aérien dispose de deux accès numérotés 1 et 2. Elle dispose de deux quais latéraux encadrant les deux voies de la ligne. Comme les autres stations elle est équipée d'une billetterie par automates pour les titres de transports.

Installations
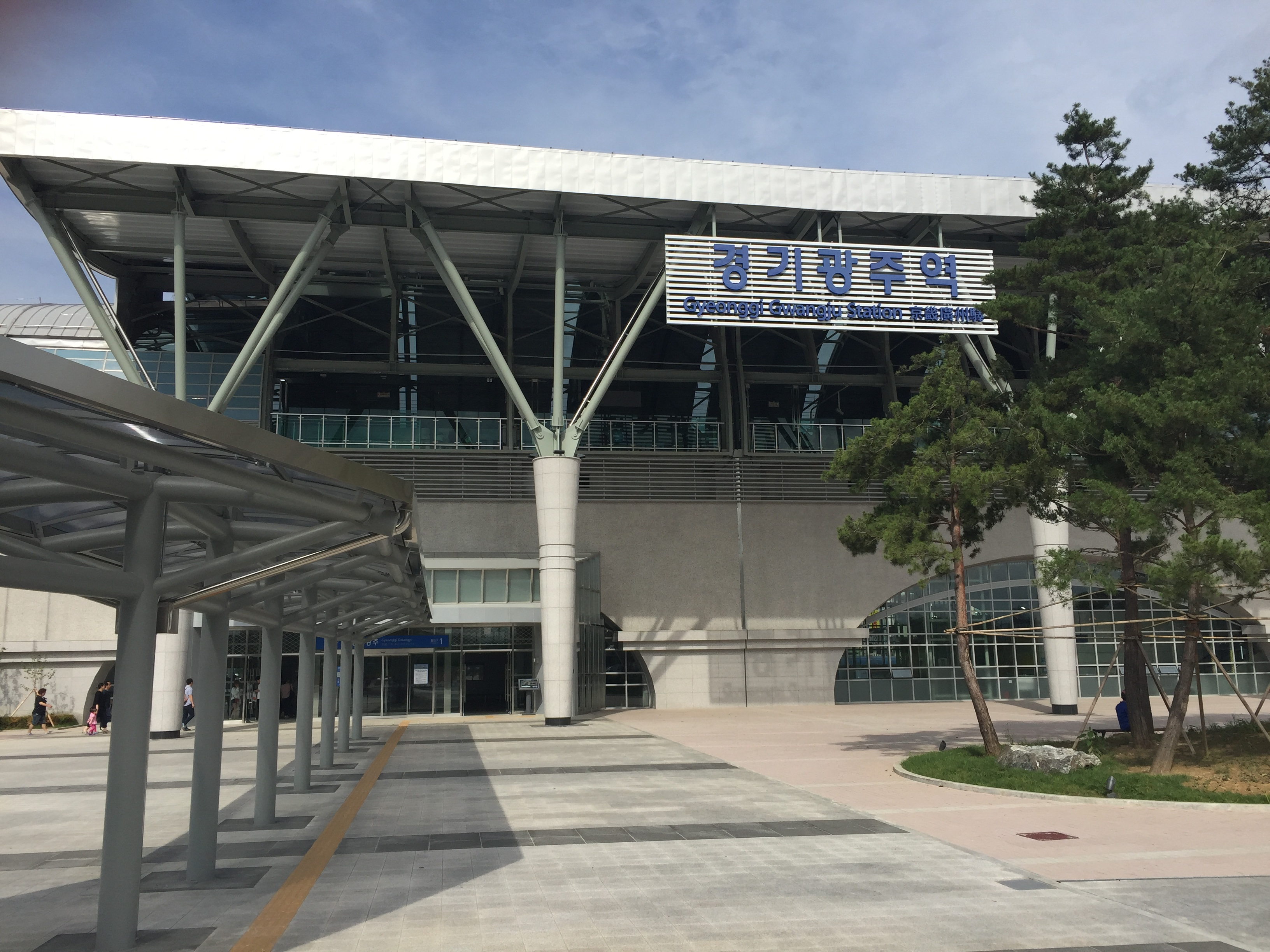
En 2016.
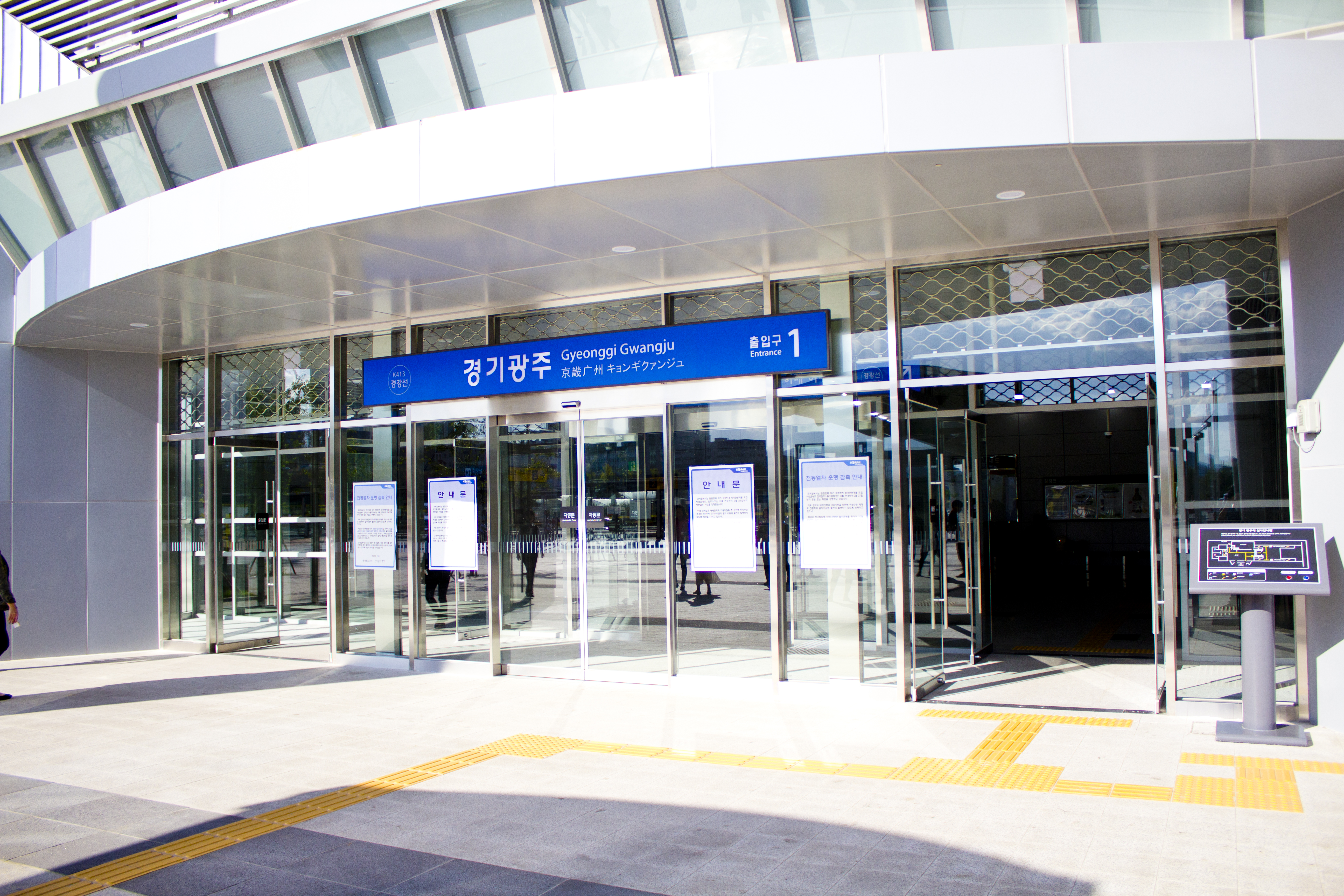
En 2016.
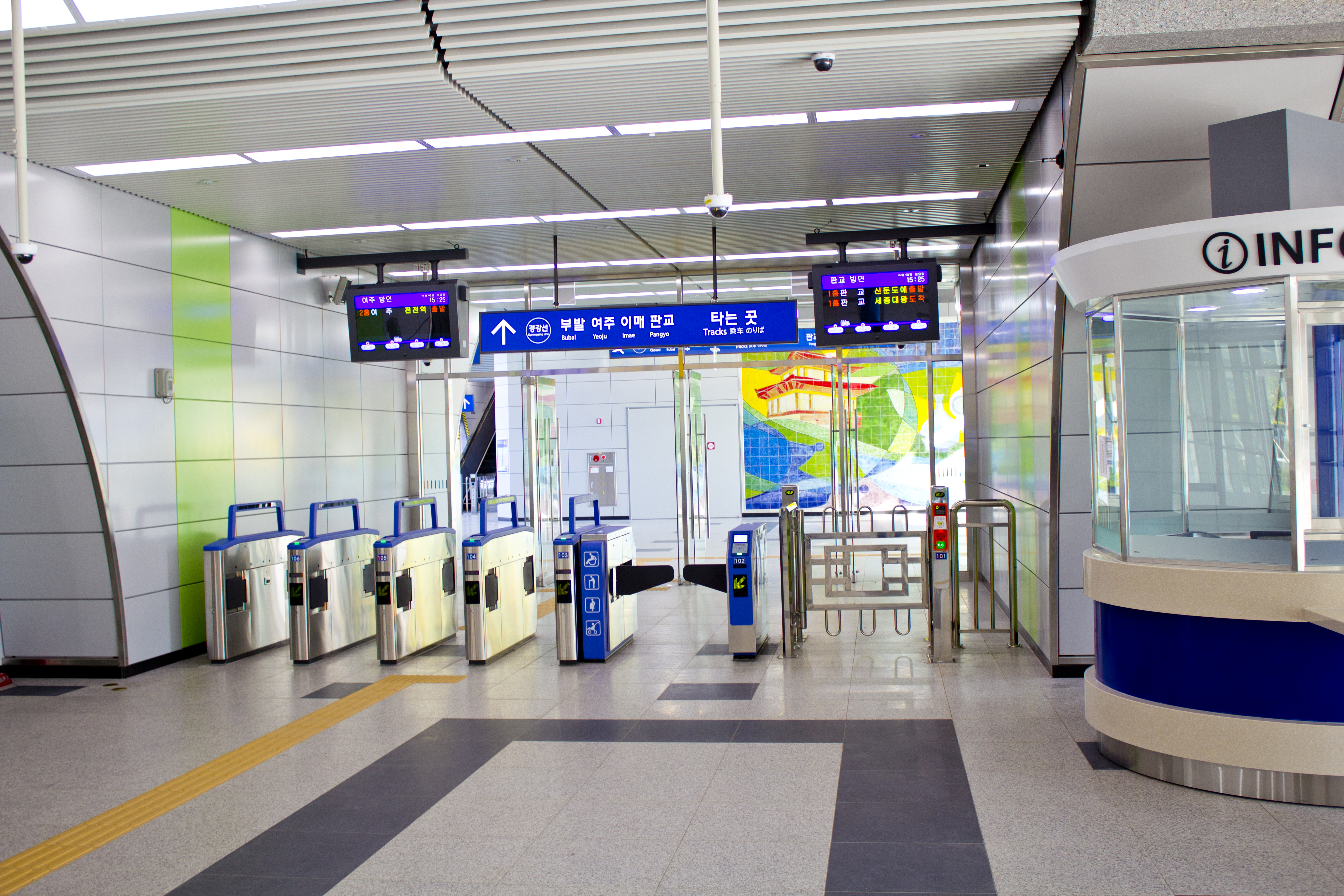
En 2016.

### Desserte
Gyeonggi Gwangju est desservie par les rames omnibus qui circulent sur la ligne. Les quais sont équipés de portes palières.

### Intermodalité
Des arrêts de bus sont situés à proximité.